# 2003 EH1
(196256) 2003 EH1 és un asteroide, classificat com a objecte proper a la Terra del grup Amor. Va ser descobert el 6 de març de 2003 per astrònoms del programa LONEOS a l'estació Anderson Mesa, prop de Flagstaff, Arizona, als Estats Units. Peter Jenniskens (2003-2004) va proposar que era el cos pare de la pluja de meteorits dels Quadràntides. El 2003 EH1 és probablement un cometa extint i fins i tot podria estar relacionat amb el cometa C / 1490 Y1. El 2003 EH1 va arribar al periheli el 12 de març de 2014.